# San Benigno Canavese

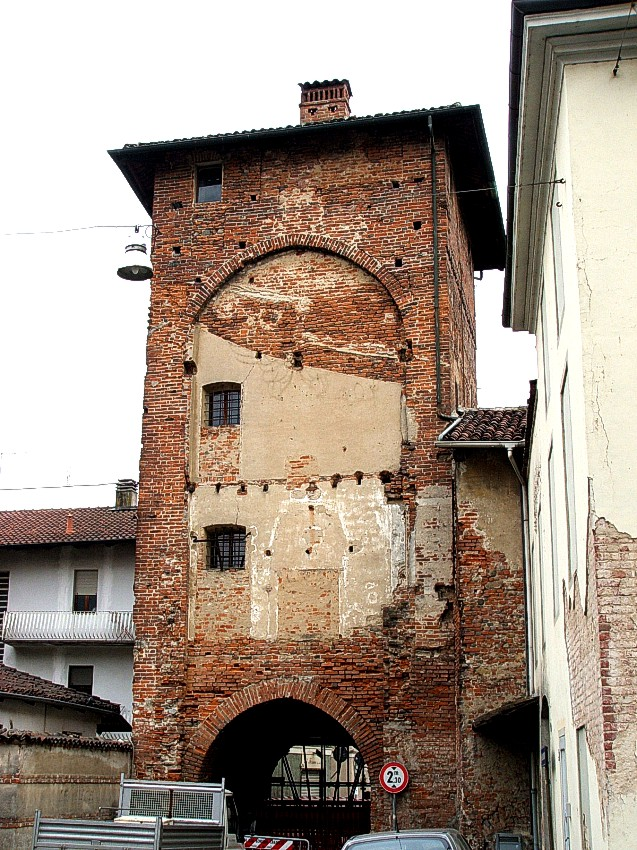
The Ricetto gate.

San Benigno Canavese (tiếng Piedmonte: San Balègn) là một đô thị ở tỉnh Torino trong vùng Piedmont, có vị trí cách khoảng 20 km về phía đông bắc của Torino, nước Ý, địa hạt bao quanh bởi sông Malone và sông Orco.
San Benigno Canavese giáp các đô thị: Foglizzo, Bosconero, Montanaro, Lombardore, Chivasso, và Volpiano.